# Eutanyacra melanotarsis
Eutanyacra melanotarsis är en stekelart som beskrevs av Heinrich 1972. Eutanyacra melanotarsis ingår i släktet Eutanyacra och familjen brokparasitsteklar. Inga underarter finns listade i Catalogue of Life.